# Eusebi Bona i Puig
Eusebi Bona i Puig (Begur, Baix Empordà, 1890 - Barcelona, 12 d'octubre de 1972) fou un arquitecte català. Titulat el 1915, fou catedràtic de l'Escola d'Arquitectura de Barcelona (1922-1960).
Autor de la remodelació del Palau Reial de Pedralbes, junt amb Francesc Nebot (1919-1924). Representant del monumentalisme, evolucionà des de l'historicisme de La Unión y el Fénix (1930) de Barcelona a l'austeritat del Banco Español de Crédito (1942-1947) o l'edifici Pirelli (1948 també a Barcelona. És l'autor del grup residencial "El Frare Negre" i els Jardins Maluquer a la plaça Kennedy de Barcelona.
Va rebre una menció del Concurs anual d'edificis artístics de 1930-1931 per l'edifici del carrer Ali-Bei 11 de Barcelona.

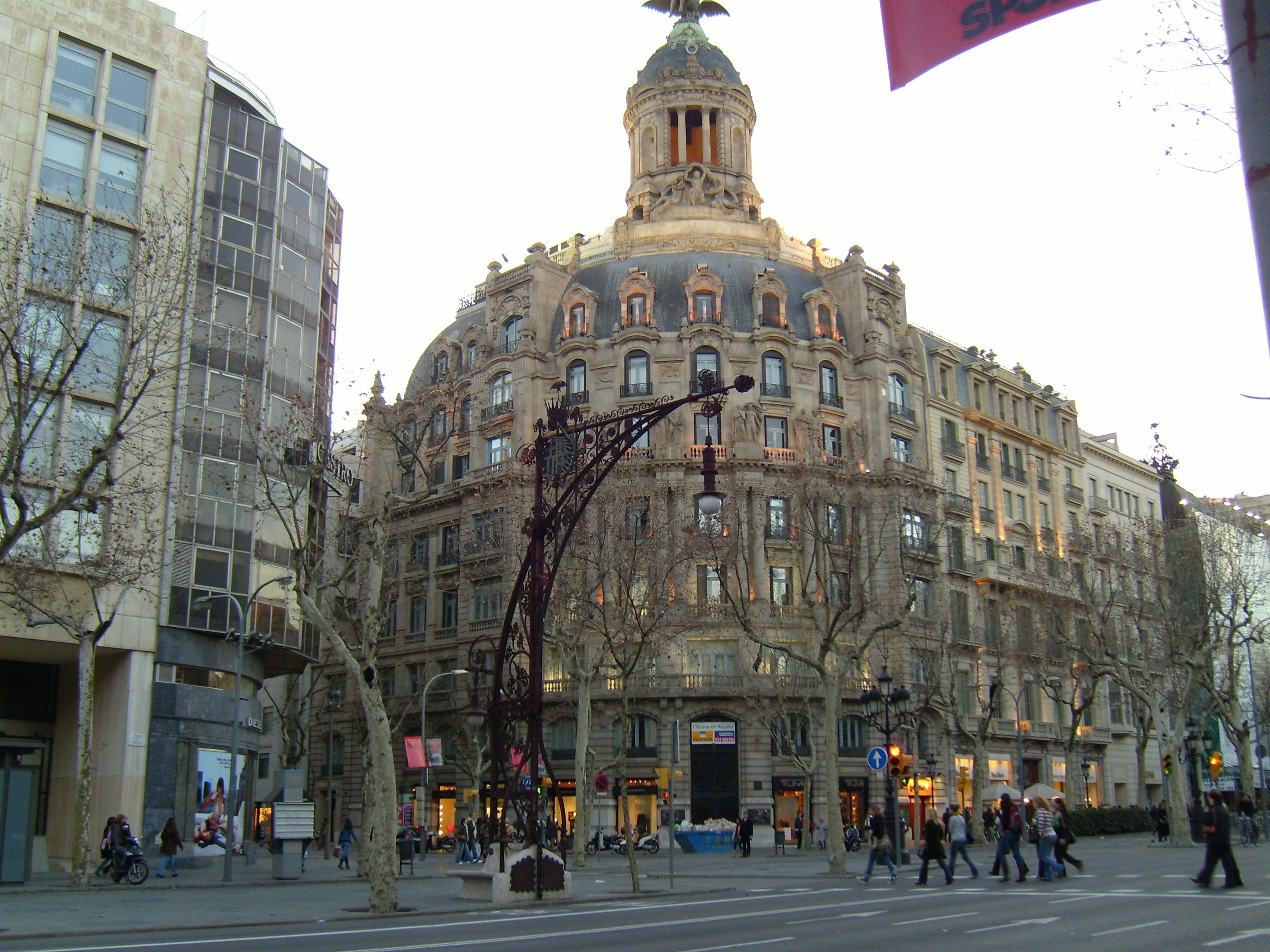
Edifici de La Unión i el Fénix al passeig de Gràcia